# Праведники народов мира в Дании

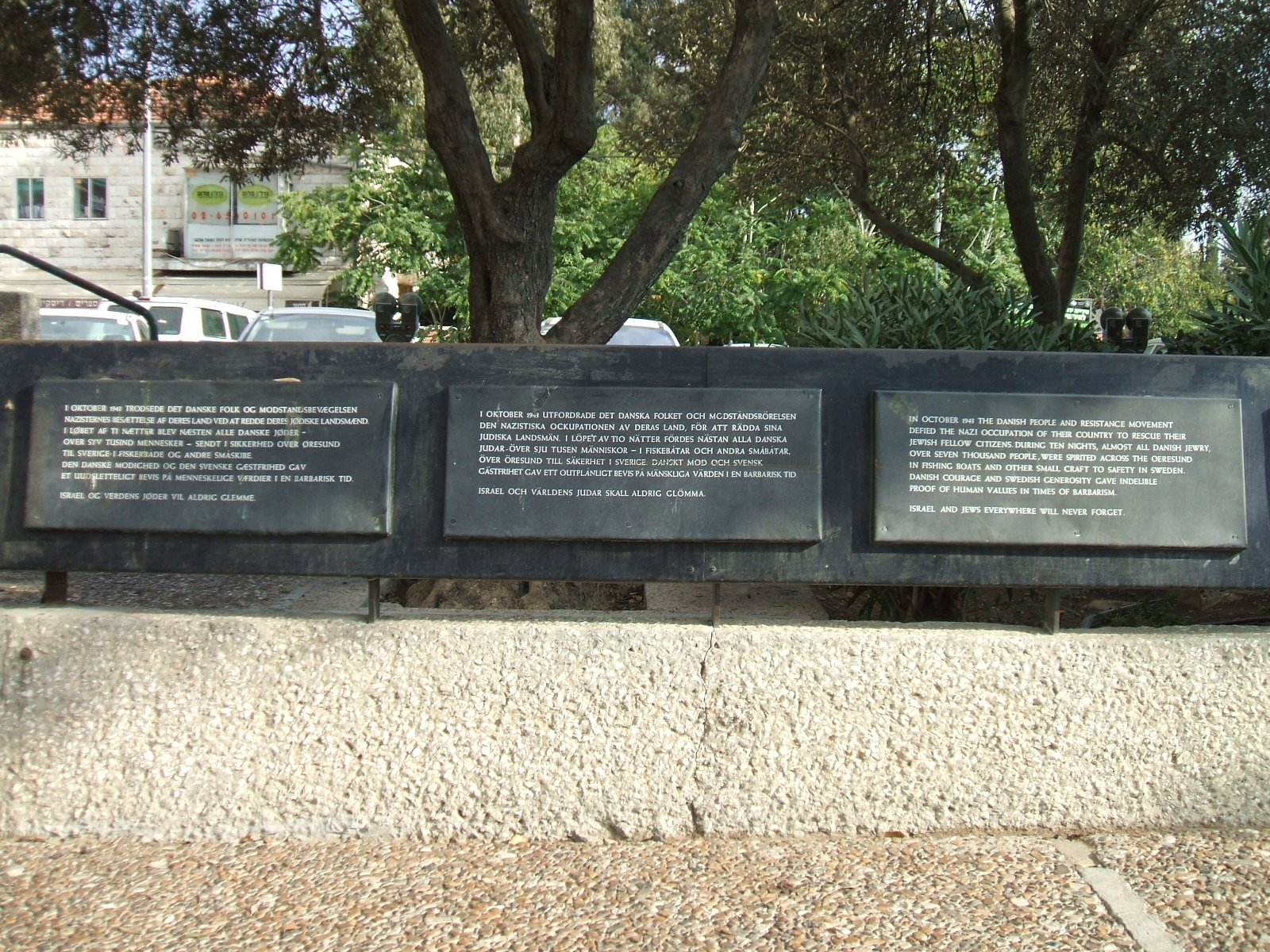
Мемориал в Иерусалиме в честь спасения датских евреев

Праведники народов мира в Дании — датчане, спасавшие евреев в период Холокоста, которым присвоено почётное звание «Праведник народов мира» израильским Институтом Катастрофы и героизма «Яд ва-Шем». Звания были присвоены 22 датчанам. По просьбе датского подполья его члены, принимавшие участие в спасении евреев, были отмечены группой, а не индивидуально.
В основном помощь датчан заключалась в помощи евреям в бегстве в нейтральную Швецию. Дания была единственной оккупированной страной, где население оказало массовое сопротивление нацистам в части защиты евреев от депортации в лагеря смерти. Деятельность по спасению евреев стала общенациональной. 7200 евреев и 680 их родственников были переправлены датчанами на лодках через пролив Эресунн в Швецию.
Ещё несколько сотен евреев были спрятаны датчанами. Это привело к тому, что немцам удалось схватить лишь 472 еврея, из которых в концлагере Терезин погибли 49 человек. Всего во время войны в Дании погибло около 120 евреев — менее 2 % еврейского населения страны. Спасение евреев Дании считается одной из крупнейших акций коллективного сопротивления агрессии в странах, оккупированных Германией во время Второй мировой войны.

## Список
В таблице перечислены датские праведники мира, получившие награду индивидуально.
| Имя                                                                                  | Номер  | Год присвоения звания | Информация о подвиге |
| ------------------------------------------------------------------------------------ | ------ | --------------------- | --- |
| Герда Валентинер дат. Gerda Valentiner                                               | 492    | 28 июля 1968          | Участница датского движения сопротивления, в 1943 году взяла на себя задачу по нелегальной перевозке еврейских детей, разлученных с родителями, из Дании в Швецию. Она забрала детей у родителей, разместила их, обеспечила продуктами, организовала переезд в Швецию и сопровождала детей на переправе. |
| Арнольд Гуннерс и его жена Карен дат. Arnold & Karen Gunners                         | 3205.1 | 1986                  | Пастор Гуннерс и его жена помогали еврейским беженцам в городе Хёнг. |
| Кнуд Дюбю дат. Knud Dyby                                                             | 9796   | 21 декабря 2004       | Офицер датской полиции, его доступ к информации о планах депортации евреев и возможностях спасения оказал важное влияние на результаты общей спасательной операции датского подполья. |
| Анна Кристенсен дат. Anna Christensen                                                | 226    | 31 мая 1966           | Анна была активистом член Международной лиги мира и свободы. До войны она помогала еврейским беженцам в Нюборге, а в период оккупации занималась поисками убежища и организации спасения евреев. |
| Сигурд Ларсен дат. Sigurd Larsen                                                     | 9261   | 18 марта 2001         | Организовал бегство трёх евреев из Берлина в Швецию. |
| Дагмар Луструп дат. Dagmar Lustrup                                                   | 2979   | 2 октября 1984        | Была активисткой женской миротворческой организации в Тистеде. В конце 1940 года ей удалось спасти 20 молодых евреев, большинство из которых бежали из Чехословакии после её захвата нацистами. Сначала молодых людей отвезли в общежитие недалеко от Оденсе на острове Фюн. Через неделю, 5 декабря 1940 года, они смогли добраться на корабле до Швеции и продолжить путь в Палестину через Советский Союз.                    |
| Кнуд Марстранд Кристиансен и его жена Карен дат. Knud & Karen Marstrand Christiansen | 10633  | 18 июля 2005          | В 1943 году Кнуд Марстранд и его жена Карен организовали убежища для нескольких десятков еврейских беженцев и доставили их на лодке из Дании в Швецию. |
| Свен и Инга Норильд дат. Svend & Inga Norrild                                        | 6844   | 15 ноября 1995        | Инга и Свен Норильд были участниками датского сопротивления. Они принадлежали к так называемой группе «Люнгбю», сети, которая переправляла евреев из Дании в Швецию. Свенд занимался организацией жилья и питания для беженцев. В целом этой группе удалось переправить в Швецию в общей сложности 622 еврея. Элла Коэн (урождённая Катценштейн) вспоминала, что Норрилды помогли спасти всю её семью — родителей и их 14 детей. |
| Роберт и Гертруда Петерсен дат. Robert & Gertrud Petersen                            | 9329   | 1 мая 2001            | В сентябре 1943 года супружеская пара Роберт Петерсен и Гертруда Петерсен из Копенгагена организовали побег еврея Исака Пайкина и всей его семьи. Петерсены сначала разместили 14 человек в своем доме на два дня, затем выкупили комнату в Кёге, соседнем городке на побережье и нашли рыбака, который перевезет беженцев в Швецию.                                                                                             |
| Харальд Петерсен дат. Harald Petersen                                                | 4602   | 28 марта 1990         | Харальд Петерсен, фермер из Ризеби, спас жизнь еврейской паре Рихарду Хаусманну и Эрне Хаусманн и их полуторагодовалому сыну Герману в 1943 году. Хаусманны, бежавшие из Германии, нашли у него работу. Когда в октябре 1943 года немецкие оккупанты начали депортацию евреев, Петерсен отвез семью Хаусманн на машине в Копенгаген, нашёл рыбака и оплатил проезд семьи в Швецию.                                               |
| Генри Томсен и его жена Эллен Маргрет дат. Henry & Ellen Margrethe Thomsen           | 471    | 29 августа 1968       | Гостиница в Эльсиноре, принадлежащая семье Томсенов, использовалась как укрытие для еврейских беженцев, направляющихся в Швецию. Через эту гостиницу прошло около 1000 беженцев. Генри Томсен был арестован гестапо и умер в концлагере Нойенгамме. |
| Эллен Фог и её сын Фредерик дат. Ellen & Fredrik Fogh                                | 10127  | 26 ноября 2003        | Эллен и Фредерик Фог скрывали евреев у себя дома в Копенгагене и помогали им переправиться в безопасную Швецию. |
| Эстер Хандберг дат. Ester Handberg                                                   | 6145   | 26 декабря 1994       | Эстер Хандберг прятала еврейскую семью Штрассман в Копенгагене. |
| Эсбен Хансен и его сестра Хельга дат. Esben & Helga Hansen                           | 3205   | 8 мая 1986            | Осенью 1943 года фермер Эсбен Хансен и его сестра Хельга Хансен спрятали еврейских подростков Йехиэля Бен-Ицхака и Розу Фукс на своей ферме в Лёве недалеко от Хёнга, прежде чем они смогли попасть в Швецию с помощью Арнольда и Карен Гуннерс. |
| Хельга Хольбек дат. Helga Holbek                                                     | 2142   | 13 июля 1982          | Будучи членом международной группы «Организация помощи детям» (OSE), Хельга Хольбек помогала евреям в период Холокоста на юге Франции. Неоднократно рисковала жизнью ради спасения еврейских детей. |